# Détecteur de densité
Pour les articles homonymes, voir détecteur.
Un détecteur de densité ou densimètre est utilisé surtout par les douanes mais aussi par la police dans le cadre d'enquêtes ainsi que par certains métiers du bâtiment et par le biais d'une autre technique également en dentisterie. Il permet de mesurer la densité d'un objet ou d'une surface solide et ainsi repérer une éventuelle cavité en son sein, en révélant, par différence de densité, si elle est remplie ou pas.

## Fonctionnement

### Radar
Son principe de fonctionnement est semblable à un radar à pénétration de sol à la différence qu'il n'est pas utilisé pour l'exploration souterraine.
Le principe de fonctionnement des détecteurs de densité est celui des radars. Des ondes électromagnétiques sont envoyées dans la surface par une antenne. Lorsque ces ondes rencontrent des changements de milieux, une partie est renvoyée vers la surface et enregistrée par l'antenne réceptrice qui peut être la même que l'émettrice ou une autre située à un endroit différent. Le principe est similaire au sondage sismique mais l'énergie électromagnétique utilisée est réflétée par les zones de changement de la constante diélectrique plutôt que celle de changement d'impédance acoustique.

### Laser
Il existe également des détecteurs de densité au laser à fluorescence, utilisée en dentisterie pour mesurer l'ampleur d'une déminéralisation de la dent et certifier que l'on a affaire à une carie dentaire. Cette pratique permet d'éviter une radiographie et donc une irradiation.

## Utilisation
Ces détecteurs sont en dotation au sein du Service des douanes et de la protection des frontières des États-Unis.

## Capteur de densité
Le détecteur de densité ne doit pas être confondu avec un capteur de densité, utilisé en installation fixe pour contrôler la densité d'un liquide, surtout s'il est potentiellement dangereux, il peut alors être relié à une alarme. Parmi les méthodes utilisés, on trouve la mesure de densité par vibration, en particulier dans des applications alimentaires.

## Autres technologies semblables
- Ondes térahertz[6].
- Scanneur à rayons X
- Radar à pénétration d'obstacles